# Горбаченко Людмила Іллівна
Людмила Іллівна Горбаченко (нар. 22 червня 1929, село Мала Клітинка, тепер Козятинського району Вінницької області — 30 жовтня 2007, місто Бердичів Житомирської області) — українська радянська діячка, електрозварниця Бердичівського машинобудівного заводу «Прогрес» Житомирської області. Депутат Верховної Ради СРСР 7—9-го скликань.

## Біографія
Народилася в багатодітній селянській родині Іллі Шевчука. Освіта неповна середня. З 1944 року навчалася в Бердичівському ремісничому училищі № 2, яке закінчила в 1947 році.
З 1947 року — електрозварниця котельно-зварювального цеху Бердичівського машинобудівного заводу «Прогрес» Житомирської області.
Потім — на пенсії в місті Бердичеві. Похована на міському кладовищі Бердичева в секторі почесних поховань.

## Нагороди
- орден Леніна
- орден Жовтневої Революції
- медаль «За доблесну працю. В ознаменування 100-річчя з дня народження Володимира Ілліча Леніна» (1970)
- медалі
- Почесний громадянин міста Бердичева (18.08.2005) — за вагомий особистий внесок у соціально-економічний розвиток міста та з нагоди 575-ліття від року заснування Бердичева